# Datou Shan
Datou Shan är en kulle i Kina. Den ligger i provinsen Zhejiang, i den östra delen av landet, omkring 300 kilometer söder om provinshuvudstaden Hangzhou. Toppen på Datou Shan är 1 474 meter över havet. Datou Shan ingår i Donggong Shan.
Runt Datou Shan är det ganska tätbefolkat, med 179 invånare per kvadratkilometer. Närmaste större samhälle är Wudabao, 16,4 km väster om Datou Shan. I omgivningarna runt Datou Shan växer i huvudsak blandskog.
Genomsnittlig årsnederbörd är 2 342 millimeter. Den regnigaste månaden är juni, med i genomsnitt 422 mm nederbörd, och den torraste är oktober, med 61 mm nederbörd.